# پنکا استویانوا
پنکا استویانوا (انگلیسی: Penka Stoyanova; ۲۱ ژانویهٔ ۱۹۵۰ – ۱۶ اوت ۲۰۱۹) بازیکن بسکتبال اهل بلغارستان بود.
از باشگاه‌هایی که در آن بازی کرده‌است می‌توان به اشاره کرد.
وی در مسابقات کشوری و بین‌المللی در مجموع برندهٔ ۲ مدال نقره، ۲ مدال برنز شده‌است.